# Victoria Rowell
Victoria Lynn Rowell (Portland (Maine), 10 de maio de 1959) é uma actriz, escritora, produtora e dançarina norte-americana, que começou a carreira como modelo (profissão) e bailarina, antes de fazer sua estréia nos cinemas com o filme Leonard Part 6. Em 1990, se juntou ao elenco da novela de longa duração The Young and the Restless no papel de Drucilla Winters, até 2007; este foi o papel televisivo mais longo de sua carreira. Rowell é 11 vezes vencedora do NAACP Image Awards pelo papel na trama.
Rowell teve vários papéis em filmes. Em 1992, ela estrelou ao lado de Eddie Murphy, a comédia The Distinguished Gentleman, e mais tarde teve papéis em filmes como Dumb and Dumber (1994), Barb Wire (1996) e Eve's Bayou (1997).